# Vlag van Wissenkerke

Vlag van de voormalige gemeente Wissenkerke

De vlag van Wissenkerke is de vlag die de voormalige gemeente Wissenkerke tussen 1982 en 1994 als gemeentevlag gebruikte. De vlag is bij raadsbesluit op 28 juni 1982 in gebruik genomen. 
De beschrijving van de vlag luidt als volgt:
Drie banen kobaltblauw-wit-zwart in een hoogteverhouding van 1:3:1; de witte baan op de scheiding van broeking en vlucht beladen met een vermiljoenrode, ruit  vormige gesp, met een hoogte, gelijk aan de halve vlaghoogte.
De vlag bevat drie banen van ongelijke hoogte. De kobaltblauwe en zwarte banen zijn beide ter hoogte van een vijfde van de vlag, de witte baan drie vijfde. Op de witte baan is de gesp uit het gemeentewapen geplaatst. 
De blauwe rand is afkomstig van de voormalige heerlijkheid Campen. De heerlijkheid voerde een zilveren schild met blauw schildhoofd. Op het schildhoofd stond eveneens een gouden barensteel. 
De zwarte rand is voor de heerlijkheid Geersdijk. Deze voerde een zwart schild met drie gouden ruiten er op. 
Opmerkelijk is dat een tekening in het gemeentearchief een vlag toont met de gesp in het midden. Omdat de tekening in 2003 is gemaakt is het aannemelijk dat de oorspronkelijke vlag conform de beschrijving was.

## Wapens waarvan de vlag is afgeleid

Het wapen van Wissenkerke
Het wapen van Campen
Het wapen van Geersdijk

Aardenburg 
· Arnemuiden 
· Axel 
· Baarland 
· Biervliet 
· Biggekerke 
· Borssele 
· Breskens 
· Brouwershaven 
· Bruinisse 
· Burgh 
· Domburg 
· Dreischor 
· Driewegen 
· Duiveland 
· Ellewoutsdijk 
· 's-Gravenpolder 
· Groede 
· Haamstede 
· 's-Heer Abtskerke 
· 's-Heer Arendskerke 
· Hoedekenskerke 
· Hontenisse 
· IJzendijke 
· Kloetinge 
· Kortgene 
· Koudekerke 
· Krabbendijke 
· Kruiningen 
· Mariekerke 
· Meliskerke 
· Middenschouwen 
· Nieuw- en Sint Joosland 
· Nisse 
· Noordgouwe 
· Oostburg 
· Oostkapelle 
· Oud-Vossemeer 
· Oudelande 
· Ovezande 
· Poortvliet 
· Retranchement 
· Rilland-Bath 
· Ritthem 
· Sas van Gent 
· Scherpenisse 
· Schoondijke 
· Sint-Annaland 
· Sint Jansteen 
· Sint-Maartensdijk 
· Sint Philipsland 
· Sluis 
· Sluis-Aardenburg 
· Stavenisse 
· Valkenisse 
· Vogelwaarde 
· Waarde 
· Waterlandkerkje 
· Wemeldinge 
· Westdorpe 
· Westerschouwen 
· Westkapelle 
· Wissenkerke 
· Wolphaartsdijk 
· Zaamslag 
· Zierikzee 
· Zuiddorpe 
· Zuidzande